# Ori
Ori su izmišljena vrsta iz američke TV serije Zvjezdana vrata SG-1. Oriji i Alterani (nekadašnji Drevni) su bili jedno društvo - ljudi na evolucijskom putu prema uzdignuću. Međutim, Oriji su postajali sve vatreniji u svojim vjerovanjima dok su Alterani u nedostatku boljeg objašnjenja vjerovali u znanost, zbog čega su ih Oriji pokušali istrijebiti.
Obje rase su se na kraju uzdigle, suočene s uništenjem od strane rase po imenu Wraith i bolesti kojoj nisu mogli pronaći lijek. Oriji su prenijeli svoju vjeru zvanu Postanak idućoj evoluciji ljudi koje su stvorili.

## Nastanak
Središnje obećanje vjere, odnosni ono čemu se sljedbenici Postanka nadaju za uzvrat je uzdignuće koje im Oriji lažno obećavaju. Oni dobivaju moć koju su uzeli od onih koji ih štuju, odnosno postoji fizički prijenos energije Orijima koji se događa kroz vjeru ljudskih bića u njih.
Oriji se jačaju crpeći životnu silu onih koji su voljni predati im se ne znajući u što se upuštaju. Što više svjetova Priori (njihovi svećenici) preobrate, Oriji postaju sve moćniji. Tekst knjige postanka pisan je poput Biblije, dakle u pričama koje imaju vjersku pouku. Osnovni zakon Postanka je: Ili štujte Orije ili se suočite s uništenjem.

## Orisi
Zbog stroge zabrane u miješanje s rasama na nižoj ljestvici evolutivnog razvoja kojoj podliježu i Oriji, oni djeluju kroz Priore. Međutim, sa saznanjem o postojanju inteligentnih humanoida na planeti Zemlji u galaksiji Mliječni put, javlja se potreba za snažnim vođom koji će imati ljudski oblik, a posjedovati znanje Orija. Zato Oriji stvaraju Orisi, djevojčicu koja je po majci Vali čovjek, ali je u svojoj genetskoj strukturi dijelom Ori. Njena genetska struktura je izmijenjena, tako da je ona za svega nekoliko sati dostigla punu zrelost i povela orijske sljedbenike u rat protiv nevjernika. 